# Битка код Цорндорфа
Битка код Цорндорфа вођена је 25. августа 1758. године између пруске и руске војске. Део је Седмогодишњег рата.

## Увод
Августа 1758. године, аустријски савезник, Руска Империја, извршава инвазију на Источну Пруску. Војску од 43.000 људи предводио је Вилијам Фермор. Руска војска напредовала је 100 километара ка Берлину и била је спремна да се придружи Аустријанцима под фелдмаршалом Дауном. Фридрих II је одлучио да предухитри спајање Руса и Аустријанаца. Са 36.000 људи је прешао реку Мицел и напао Русе. Феримор је заузео повољан положај код Цорндорфа, на 10 километара североисточно од Костшина на Одри.

## Битка
После двочасовног артиљеријског боја, пруска левокрилна пешадија креће у напад, али је интервенцијом деснокриле руске коњице одбачена у паници. Спасена је од уништења нападом надмоћније пруске коњице. Десно пруско крило је око 14 часова претрпело изненадни удар руске левокрилне коњице која је убрзо одбачена нападом пруске коњице. Пруси око 16 часова крећу у напад. Након два часа, Руси се повлаче ка Галгенгруду.

## Последице
У бици код Цорндорфа Пруси су изгубили око 12.800, а Руси око 18.000. И поред тешких губитака, руска војска није се повукла из Пруске. Након ове битке, Фридрих је почео да поштује руску војску. Иако су Руси држали бојно поље, Феримор се први повукао што је Фридриху омогућило да се прогласи победником. Руски историчари оспоравају пруску победу. Фридрих није успео да себи створи оперативну слободу према Аустријанцима на југу.